# Las Argandoña
Las Argandoña es un docu-reality chileno emitido por Televisión Nacional de Chile durante 2012, basado en la controvertida familia de la opinóloga Raquel Argandoña, que muestra sus viajes y aventuras, además de su entorno familiar y social. 
El docureality provocó molestia entre algunas personas, incluidos familiares suyos, particularmente por las supuestas grandes sumas de dinero que se le iba a pagar a sus participantes. Ante el fracaso de lo que era una de las grandes apuestas del año de TVN, la temporada, que debutó el 9 de octubre, fue reducida a 11 de los iniciales 24 capítulos proyectados, el último de los cuales se emitió el 29 de diciembre. Si en octubre promedió 9,5 puntos de sintonía, en diciembre había descendido a 6,9.

## Reparto
- Raquel Argandoña
- Raquel Kel Calderón: hija de Raquel Argandoña.
- Eliana de la Fuente: madre de Raquel Argandoña.
- Pablo Schilling: novio de Kel.
- Óscar "Lolo" Peña: amigo de Raquel Argandoña.
- Nancy Huelupe: es la nana de la familia.
- Patricia Maldonado, amiga de Raquel.
- Francisco Moreno, amigo de Raquel.
- Mary Peña, hermana de Lolo.
- Neven Ilic Jr., amigo de Kel.
- Eduardo Cruz Johnson, amigo de Lolo.
- Adriana Barrientos, modelo.
- Carolina Honorato, periodista.
- Macarena Tondreau, opinóloga.
- Javiera Acevedo, actriz
- Javier Castillo, actor y exnovio de Kel.
- María Luisa Cordero, psiquiatra.
- Ricarte Soto, opinólogo.
- Karen Doggenweiler, animadora de televisión.
- Julián Elfenbein, animador de televisión.
- Fabrizio Vasconcellos, bailarín.

## Resumen de episodios
| # Serie | # Temporada | Título                                       | Primera emisión         | Rating |
| --- | ----------- | -------------------------------------------- | ----------------------- | ------ |
| 1 | 1           | «Todo estaba bien... Hasta que llegó Pablo.» | 9 de octubre de 2012    | 13.0   |
| La relación entre Raquel y su hija se ve afectada por la llegada de Pablo Schilling de Amazonas, pololo de Kel. |             |                                              |                         |        |
| 2 | 1           | «Raquel intenta limar asperezas con Pablo.»  | 17 de octubre de 2012   | 9.2    |
| Definitivamente la relación entre Kel y su madre se ve afectada por la llegada de Pablo. Raquel intenta un acercamiento mientras espera el arribo de Lolo Peña. |             |                                              |                         |        |
| 3 | 1           | «¡El cumpleaños de la Abueli!»               | 27 de octubre de 2012   | 7.2    |
| Raquel va a buscar a Lolo Peña al aeropuerto y pasan juntos una cena inolvidable, además la familia se reúne para celebrar el cumpleaños número 85 de Eliana de la Fuente la madre de Raquel Argandoña. |             |                                              |                         |        |
| 4 | 1           | «Casa nueva... ¿Vida nueva?»                 | 3 de noviembre de 2012  | 9.5    |
| Raquel y toda su familia se cambian de casa, a pesar de tener varios problemas y conflictos con Pablo y Kel todo sale como esperaba. |             |                                              |                         |        |
| 5 | 1           | «Vacaciones casi perfectas»                  | 10 de noviembre de 2012 | 7.0    |
| Raquel y Kel parten de viaje pero a rutas muy diferentes. Raquel y Oscar Peña se embarcan rumbo a la Riviera Maya en un viaje lleno de placeres mientras que Pablo Schilling y Kel Calderón manejan miles de kilómetros hasta llegar a la isla de Chiloé para un encuentro con la naturaleza y el campo pasando unos tranquilos días en una pequeña cabaña. Playas paradisíacas en México y tardes de mucho sol son para Raquel Argandoña un panorama perfecto. Las clases de natación a cargo de "Lolo" y la práctica de deportes extremos convierten los días en unas vacaciones perfectas. Sin embargo llegará un momento crucial para ambos luego de tocar temas del pasado en una conversación que dejará a Raquel devastada. |             |                                              |                         |        |
| 6 | 1           | «Las penas se pasan en familia»              | 17 de noviembre de 2012 | 7.0    |
| Raquel sufre penas de amor y sus hija Kel y su nana logran consolarla invitándola a pasear, entre otras cosas. |             |                                              |                         |        |
| 7 | 1           | «Una y otra vez Pablo»                       | 24 de noviembre de 2012 | 8.3    |
| Kel y Pablo pelean nuevamente pero esta vez casi llegan a los golpes, Raquel se enoja mucho con Pablo y lo echa de la casa. |             |                                              |                         |        |
| 8 | 1           | «Óscar no se da por vencido»                 | 8 de diciembre de 2012  | 7.0    |
| Lolo Peña no se da por vencido y trata de reconquistas a Raquel invitándola a un karaoke y a cenas románticas. Gracias a la ayuda de algunas amigas de Raquel, Lolo logra invitarla a una gran velada en la que no se salvan los conflictos. |             |                                              |                         |        |
| 9 | 1           | «Digo lo que quiero... ¿Y qué?»              | 15 de diciembre de 2012 | 7.4    |
| Lolo Peña sigue tratando de reconquistar a Raquel. Kel y Pablo pelean una vez más ya que Raquel Argandoña en una entrevista a una revista habló mal de su yerno Pablo Schilling lo que le molestó mucho a él y a Kel. |             |                                              |                         |        |
| 10 | 1           | «Decide: ¿Pablo o yo?»                       | 22 de diciembre de 2012 | 6.4    |
| Raquel Argandoña tiene una conversación muy seria con su yerno Pablo Schilling. Raquel le dice a Kel que ella deberá decidir si quiere estar con Pablo o con ella (su madre). El equipo de Buenos días a todos llega a visitar a Raquel hasta su casa. |             |                                              |                         |        |
| 11 | 1           | «Al final seguiremos siempre juntas»         | 29 de diciembre de 2012 | 7.0    |
| Raquel Argandoña celebra su cumpleaños número 55 sin sus hijos, pero en compañía de Óscar Peña y sus compañeros del matinal "Buenos días a todos", Julian Elfenbein, Karen Doggenweiler y Macarena Tondreau, entre otros. |             |                                              |                         |        |